# Cubanops vega
Cubanops vega là một loài nhện trong họ Caponiidae.
Loài này thuộc chi Cubanops. Cubanops vega được Sánchez-Ruiz, Platnick en Dupérré miêu tả năm 2010.